# Steely Dan
Steely Dan là một ban nhạc Rock ở Hoa Kỳ, được thành lập bởi 2 thành viên chủ yếu là Walter Becker và Donald Fagen, nổi tiếng trong thập niên 1970 với 7 dĩa nhạc được phát hành. Nhạc của họ phối hợp phong điệu jazz, rock, funk, R&B, và pop. Lời nhạc thường chứa nhiều mỉa mai và châm biếm.
Ban nhạc lúc đầu đi trình diễn nhiều nơi cho tới 1974, nhưng sau đó chỉ thâu ở Studio. Ban nhạc này tan rã vào năm 1981. 
Vào năm 1993 hai thành viên chính đoàn tụ và bắt đầu đi trình diễn lại. Steely Dan sau đó đã phát hành 2 dĩa mới, dĩa đầu Two Against Nature được Giải Grammy cho Album của năm 2001. Tổng cộng họ đã bán được hơn 40 triệu dĩa nhạc trên khắp thế giới và được đưa vào Rock and Roll Hall of Fame vào tháng 3 năm 2001.

Những bản nhạc nổi tiếng của Steely Dan gồm có Do It Again, Rikki Don't Lose That Number, Peg và Hey Nineteen.